# Gujana Brytyjska na Letnich Igrzyskach Olimpijskich 1960
Gujanę na Letnich Igrzyskach Olimpijskich 1960 reprezentowało 5 zawodników, 4 mężczyzn i 1 kobieta.

## Skład kadry

### Boks

#### Mężczyźni
| Zawodnik      | Konkurencja    | 1/16 finału                              | 1/8 finału       | Ćwierćfinały     | Półfinały        | Finał            | Pozycja | Źródło |
| Zawodnik      | Konkurencja    | Przeciwnik Wynik                         | Przeciwnik Wynik | Przeciwnik Wynik | Przeciwnik Wynik | Przeciwnik Wynik | Pozycja | Źródło |
| ------------- | -------------- | ---------------------------------------- | ---------------- | ---------------- | ---------------- | ---------------- | ------- | ------ |
| Carl Crawford | Waga półciężka | Z. Pietrzykowski Porażka – decyzja (0-5) | NQ               | NQ               | NQ               | NQ               | 17-19.  | [ 1 ]  |

### Lekkoatletyka

#### Konkurencje biegowe

##### Mężczyźni
| Zawodnik        | Konkurencja | Eliminacje | Eliminacje | Ćwierćfinały | Ćwierćfinały | Półfinał | Półfinał | Finał | Finał   | Źródło |
| Zawodnik        | Konkurencja | Czas       | Pozycja    | Czas         | Pozycja      | Czas     | Pozycja  | Czas  | Pozycja | Źródło |
| --------------- | ----------- | ---------- | ---------- | ------------ | ------------ | -------- | -------- | ----- | ------- | ------ |
| Clayton Glasgow | 200 m       | 22.6       | 3.         | NQ           | NQ           | NQ       | NQ       | NQ    | NQ      | [ 2 ]  |
| Clayton Glasgow | 400 m       | 50.7       | 5.         | NQ           | NQ           | NQ       | NQ       | NQ    | NQ      | [ 3 ]  |
| Ralph Gomes     | 800 m       | 1:52.9     | 2. (Q)     | 1:52.3       | 5.           | NQ       | NQ       | NQ    | NQ      | [ 4 ]  |
| George De Peana | 5000 m      | 15:54.2    | 13.        | —            | —            | —        | —        | NQ    | NQ      | [ 5 ]  |

#### Konkurencje techniczne

##### Kobiety
| Zawodnik      | Konkurencja | Eliminacje | Eliminacje | Finał | Finał   | Źródło |
| Zawodnik      | Konkurencja | Wynik      | Pozycja    | Wynik | Pozycja | Źródło |
| ------------- | ----------- | ---------- | ---------- | ----- | ------- | ------ |
| Brenda Archer | Skok wzwyż  | 1,55 m     | 20.        | NQ    | NQ      | [ 6 ]  |